# Bostani (Baja, Mađarska)
Bostani (mađ. ? ) su četvrt grada Baje, grada u jugoistočnoj Mađarskoj, dio grada Baje.

## Zemljopisni položaj
Bostani su jedna od četvrti grada Baje koje su imale ime hrvatskog podrijetla.

## Upravna organizacija
Upravno pripada naselju Baji.
Poštanski broj je 6500.

## Vanjske poveznice
- Slike s Gredine[neaktivna poveznica]